# St. Nikolaus (Baltrum)

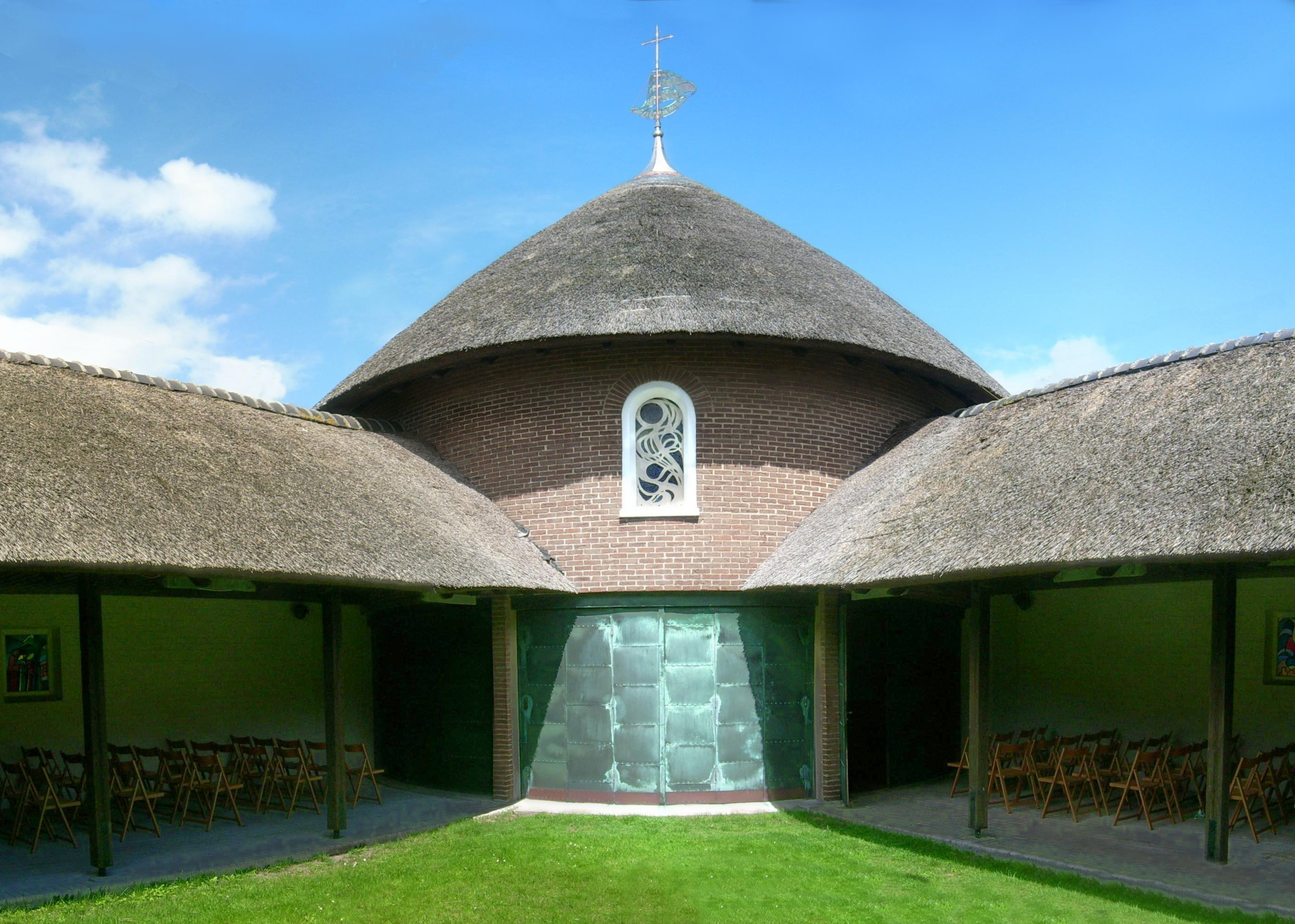
St. Nikolaus

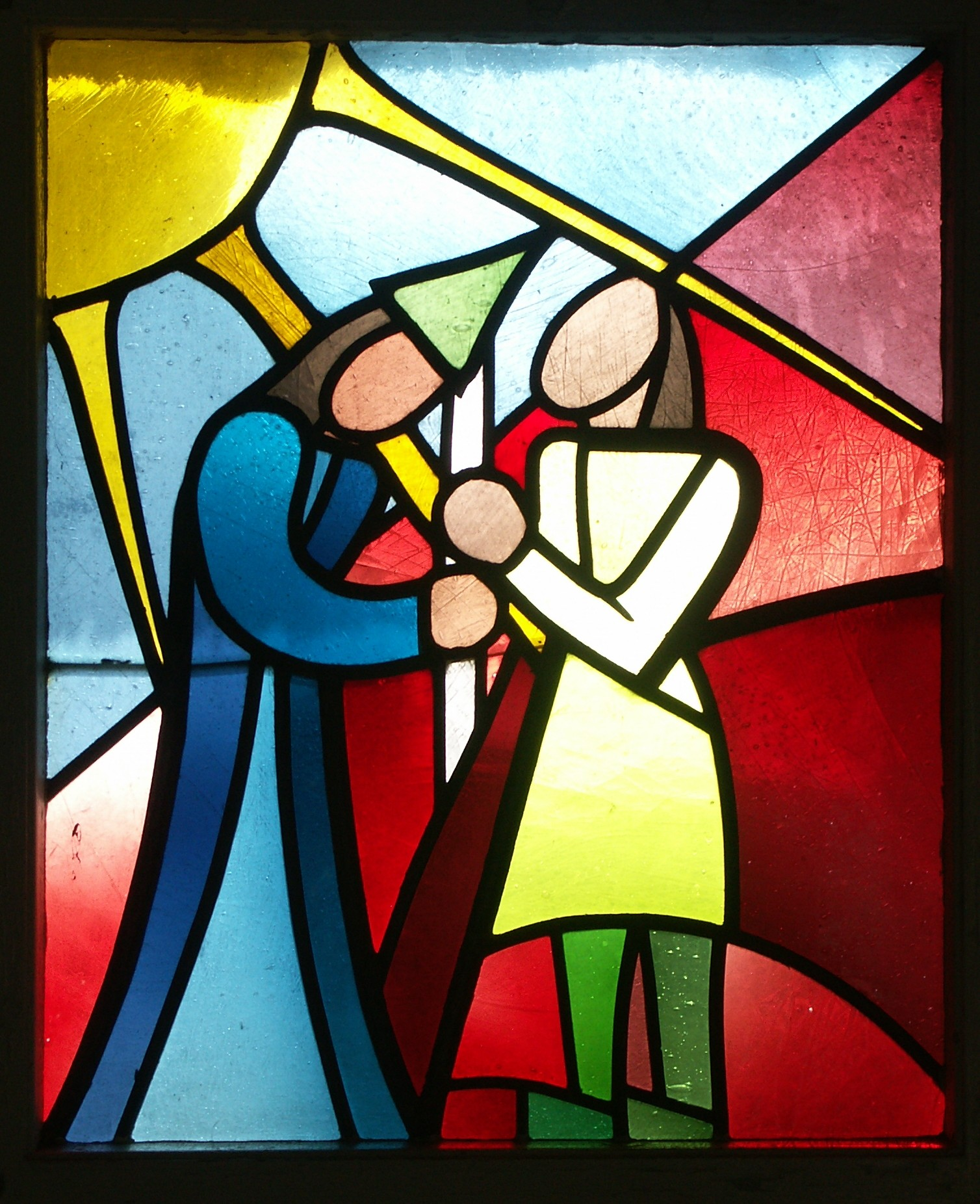
Farbverglasung Nikolauslegende im Atrium

St. Nikolaus ist die römisch-katholische Kirche auf der ostfriesischen Insel Baltrum.

## Geschichte
Die Kirche wurde 1957 nach Plänen des Osnabrücker Architekten Heinrich Feldwisch-Drentrup erbaut. Am Nikolaustag 1956 erfolgte ihre Grundsteinlegung, und am Himmelfahrtstag 1957 wurde sie geweiht.
Da unter den knapp 500 Inselbewohnern nur knapp 50 Katholiken sind (Stand 2015), dient St. Nikolaus vor allem den Urlaubern, die in den Sommermonaten die Insel besuchen. Auch Priester- und Küsterdienste werden überwiegend von Gästen wahrgenommen.
Dementsprechend ist die Kirche, deren Mauerwerk aus Backstein besteht und deren Dächer mit dem regionaltypischen Reet gedeckt sind, als Winter- und Sommerkirche konzipiert. Die Winterkirche ist ein kleiner Rundbau mit Spitzdach, innen weiß verputzt und mit einem hölzernen Dachstuhl. Die Sommerkirche ist ein nach oben offenes, annähernd dreieckiges Atrium mit Grasboden, dessen Seiten von Satteldach-Galerien gebildet werden. In der linken vorderen Ecke steht der Glockenständer mit der Glocke. Die Winterkirche kann zum Atrium hin vollständig geöffnet werden.
Die Glasmalereien Christus als Licht der Schöpfung in der Winterkirche und Nikolauslegende im Atrium stammen von der Künstlerin Margarete Franke. Den Altar aus römischem Travertin in Form einer Muschel schuf der Bildhauer Hermann Auf der Heide. Die Marienstatue ist ein Werk von Josef Baron (1979). Den Tabernakel krönt ein Schiffsmodell, das an das Patrozinium des Heiligen Nikolaus von Myra, des Schutzheiligen der Seefahrer, erinnert. Bemerkenswert ist auch eine Stella-Maris-Installation von Mario Haunhorst (2009).